# أنالامانجا
أنالامانجا (بالفرنسية: Analamanga)‏ هي منطقة في وسط مدغشقر، وتضم العاصمة أنتاناناريفو والمنطقة المتروبولية المحيطة بها. تبلغ مساحة المنطقة 16.911 كيلومتراً مربعاً (6529 ميلاً مربعاً)، ويُقدَّر عدد سكانها في عام 2013 بنحو 3.348.794 نسمة.

## الجغرافيا
تمتد المنطقة بشكل رئيسي باتجاه شمال العاصمة. تحدها منطقة بيستيبوكا من الشمال، بونجولافا ومنطقة إيتاسي من الغرب، ألاوترا-مانجورو من الشرق، وفاكينانكارترا من الجنوب.

## التقسيمات الإدارية
تنقسم منطقة أنالامانجا إلى ثماني مقاطعات، مقسمة إلى 134 بلدية.
- Ambohidratrimo District
- Andramasina District
- Anjozorobe District
- Ankazobe District
- Antananarivo-Atsimondrano District
- Antananarivo-Avaradrano District
- مقاطعة أنتاناناريفو - رينيفوهيترا (مدينة أنتاناناريفو، التي تضم بلدية واحدة)
- Manjakandriana District

## أعلام
- جان تسارالازا

## وصلات خارجية
- Plan Régional de Développement, Région Analamanga with a presentation (in French).